# バレーボール2017/18VチャレンジリーグI
バレーボール2017/18VチャレンジリーグI（バレーボール 2017/18 ブイチャレンジリーグ ワン）は、2017年11月4日から2018年2月25日にかけて行われたV・チャレンジリーグIの大会である。来シーズンからV.LEAGUEV2リーグ移行に伴い、最後のV・チャレンジリーグIとなる。V・プレミアリーグとのVチャレンジマッチ及びV・チャレンジリーグIIとのV・チャレンジリーグ入替戦は実施されない。男子大会は富士通カワサキレッドスピリッツが二年ぶり2回目の優勝を果たし、女子大会は岡山シーガルズが初優勝を遂げた。

## 概要

### 日程
- 男女ともに2017年11月4日 - 2018年2月25日

### 前回からの変更点
- 昨シーズンの女子大会4位であった仙台ベルフィーユの機構脱退及びチーム譲渡に絡む問題で[4]、参加チームは7チームとなった[5]。

- 技術統計の計算方法変更[6]

次の計算式により計算するよう改められた。
サーブ効果率 = （サービスエース×100+効果×25-サーブ失点×25）÷打数
サーブレシーブ成功率 = （Aパス×100+Bパス×50）÷受け数

### キャッチコピー
選考委員会にて、「未来へつなげ！」に決定した。

### オフィシャルサポーター
昨年に引き続き上野優華がオフィシャルサポーターを務めた。

## 男子

### 参加チーム
| 前回順位 | チーム名                       | 備考 |
| -------- | ------------------------------ | ---- |
| 1        | 大分三好ヴァイセアドラー       |      |
| 2        | 富士通カワサキレッドスピリッツ |      |
| 3        | VC長野トライデンツ             |      |
| 4        | 大同特殊鋼レッドスター         |      |
| 5        | トヨタ自動車サンホークス       |      |
| 6        | つくばユナイテッドSun GAIA     |      |
| 7        | 警視庁フォートファイターズ     |      |
| 8        | 埼玉アザレア                   |      |

### 1Leg
赤字はホームチーム。
| #501 | 2017年11月4日 13:00 |                                            |                               |                                                |                                                                |
| #501 | 2017年11月4日 13:00 | 大同特殊鋼レッドスター （通算ポイント：0） | 0 - 3 (24-26) (20-25) (17-25) | 警視庁フォートファイターズ （通算ポイント：3） | 岡谷市民総合体育館 観客数: 280人 主審: 中島俊昌 副審: 小森美明 |
| #501 | 2017年11月4日 13:00 |                                            |                               |                                                | 岡谷市民総合体育館 観客数: 280人 主審: 中島俊昌 副審: 小森美明 |

| #502 | 2017年11月4日 15:15 |                                        |                                       |                                                |                                                              |
| #502 | 2017年11月4日 15:15 | VC長野トライデンツ （通算ポイント：3） | 3 - 1 (25-22) (22-25) (25-22) (25-15) | つくばユナイテッドSun GAIA （通算ポイント：0） | 岡谷市民総合体育館 観客数: 660人 主審: 岡谷仁 副審: 北原良太 |
| #502 | 2017年11月4日 15:15 |                                        |                                       |                                                | 岡谷市民総合体育館 観客数: 660人 主審: 岡谷仁 副審: 北原良太 |

| #503 | 2017年11月5日 12:00 |                                                |                               |                                                |                                                 |
| #503 | 2017年11月5日 12:00 | つくばユナイテッドSun GAIA （通算ポイント：3） | 3 - 0 (25-19) (25-23) (25-22) | 警視庁フォートファイターズ （通算ポイント：3） | 岡谷市民総合体育館 観客数: 530人 主審: 中島俊昌 |
| #503 | 2017年11月5日 12:00 |                                                |                               |                                                | 岡谷市民総合体育館 観客数: 530人 主審: 中島俊昌 |

| #504 | 2017年11月5日 14:05 |                                        |                       |                                            |                                                                |
| #504 | 2017年11月5日 14:05 | VC長野トライデンツ （通算ポイント：6） | 3 - 0 (25-23) (25-18) | 大同特殊鋼レッドスター （通算ポイント：0） | 岡谷市民総合体育館 観客数: 770人 主審: 慈眼雅啓 副審: 北原良太 |
| #504 | 2017年11月5日 14:05 |                                        |                       |                                            | 岡谷市民総合体育館 観客数: 770人 主審: 慈眼雅啓 副審: 北原良太 |

| #505 | 2017年11月11日 13:00 |                                                    |                               |                                  |                                                              |
| #505 | 2017年11月11日 13:00 | 富士通カワサキレッドスピリッツ （通算ポイント：3） | 3 - 0 (25-19) (25-16) (25-20) | 埼玉アザレア （通算ポイント：0） | 霞ヶ浦文化体育館 観客数: 819人 主審: 松延亮一 副審: 屋貝直也 |
| #505 | 2017年11月11日 13:00 |                                                    |                               |                                  | 霞ヶ浦文化体育館 観客数: 819人 主審: 松延亮一 副審: 屋貝直也 |

| #506 | 2017年11月11日 15:05 |                                                |                               |                                            |                                                                  |
| #506 | 2017年11月11日 15:05 | つくばユナイテッドSun GAIA （通算ポイント：6） | 3 - 0 (25-23) (25-21) (25-20) | 大同特殊鋼レッドスター （通算ポイント：0） | 霞ヶ浦文化体育館 観客数: 1,462人 主審: 浜野陽一 副審: 横須賀威之 |
| #506 | 2017年11月11日 15:05 |                                                |                               |                                            | 霞ヶ浦文化体育館 観客数: 1,462人 主審: 浜野陽一 副審: 横須賀威之 |

| #507 | 2017年11月11日 13:00 |                                        |                                       |                                                |                                                            |
| #507 | 2017年11月11日 13:00 | VC長野トライデンツ （通算ポイント：9） | 3 - 1 (25-22) (22-25) (25-23) (25-21) | 警視庁フォートファイターズ （通算ポイント：3） | コンパルホール 観客数: 535人 主審: 平田敬基 副審: 寺嶋数秀 |
| #507 | 2017年11月11日 13:00 |                                        |                                       |                                                | コンパルホール 観客数: 535人 主審: 平田敬基 副審: 寺嶋数秀 |

| #508 | 2017年11月11日 15:35 |                                              |                               |                                              |                                                          |
| #508 | 2017年11月11日 15:35 | 大分三好ヴァイセアドラー （通算ポイント：3） | 3 - 0 (25-17) (25-22) (25-18) | トヨタ自動車サンホークス （通算ポイント：0） | コンパルホール 観客数: 837人 主審: 木内誠二 副審: 田中亘 |
| #508 | 2017年11月11日 15:35 |                                              |                               |                                              | コンパルホール 観客数: 837人 主審: 木内誠二 副審: 田中亘 |

| #509 | 2017年11月12日 12:00 |                                                    |                               |                                            |                                                              |
| #509 | 2017年11月12日 12:00 | 富士通カワサキレッドスピリッツ （通算ポイント：6） | 3 - 0 (25-19) (25-15) (26-24) | 大同特殊鋼レッドスター （通算ポイント：0） | 霞ヶ浦文化体育館 観客数: 750人 主審: 松延亮一 副審: 山﨑公寛 |
| #509 | 2017年11月12日 12:00 |                                                    |                               |                                            | 霞ヶ浦文化体育館 観客数: 750人 主審: 松延亮一 副審: 山﨑公寛 |

| #510 | 2017年11月12日 14:00 |                                                |                       |                                  |                                                                  |
| #510 | 2017年11月12日 14:00 | つくばユナイテッドSun GAIA （通算ポイント：9） | 3 - 0 (25-23) (25-22) | 埼玉アザレア （通算ポイント：0） | 霞ヶ浦文化体育館 観客数: 1,339人 主審: 浜野陽一 副審: 横須賀威之 |
| #510 | 2017年11月12日 14:00 |                                                |                       |                                  | 霞ヶ浦文化体育館 観客数: 1,339人 主審: 浜野陽一 副審: 横須賀威之 |

| #511 | 2017年11月12日 12:00 |                                              |                                               |                                                |                                                            |
| #511 | 2017年11月12日 12:00 | トヨタ自動車サンホークス （通算ポイント：1） | 2 - 3 (22-25) (25-21) (26-24) (19-25) (13-15) | 警視庁フォートファイターズ （通算ポイント：5） | コンパルホール 観客数: 501人 主審: 平田敬基 副審: 寺嶋数秀 |
| #511 | 2017年11月12日 12:00 |                                              |                                               |                                                | コンパルホール 観客数: 501人 主審: 平田敬基 副審: 寺嶋数秀 |

| #512 | 2017年11月12日 14:58 |                                              |                               |                                         |                                                          |
| #512 | 2017年11月12日 14:58 | 大分三好ヴァイセアドラー （通算ポイント：3） | 0 - 3 (23-25) (20-25) (22-25) | VC長野トライデンツ （通算ポイント：12） | コンパルホール 観客数: 657人 主審: 木内誠二 副審: 田中亘 |
| #512 | 2017年11月12日 14:58 |                                              |                               |                                         | コンパルホール 観客数: 657人 主審: 木内誠二 副審: 田中亘 |

| #513 | 2017年11月18日 13:00 |                                              |                                       |                                  |                                                                          |
| #513 | 2017年11月18日 13:00 | 大分三好ヴァイセアドラー （通算ポイント：3） | 1 - 3 (24-26) (21-25) (25-18) (29-31) | 埼玉アザレア （通算ポイント：3） | 三沢市国際交流スポーツセンター 観客数: 395人 主審: 正岡卓 副審: 川村陽平 |
| #513 | 2017年11月18日 13:00 |                                              |                                       |                                  | 三沢市国際交流スポーツセンター 観客数: 395人 主審: 正岡卓 副審: 川村陽平 |

| #514 | 2017年11月18日 15:25 |                                                    |                       |                                              |                                                                            |
| #514 | 2017年11月18日 15:25 | 富士通カワサキレッドスピリッツ （通算ポイント：9） | 3 - 0 (25-19) (25-12) | トヨタ自動車サンホークス （通算ポイント：1） | 三沢市国際交流スポーツセンター 観客数: 435人 主審: 杉村友雄 副審: 岡村尚文 |
| #514 | 2017年11月18日 15:25 |                                                    |                       |                                              | 三沢市国際交流スポーツセンター 観客数: 435人 主審: 杉村友雄 副審: 岡村尚文 |

| #515 | 2017年11月19日 12:00 |                                              |                                       |                                                    |                                                                          |
| #515 | 2017年11月19日 12:00 | 大分三好ヴァイセアドラー （通算ポイント：6） | 3 - 1 (19-25) (25-23) (25-17) (25-20) | 富士通カワサキレッドスピリッツ （通算ポイント：9） | 三沢市国際交流スポーツセンター 観客数: 440人 主審: 正岡卓 副審: 川村陽平 |
| #515 | 2017年11月19日 12:00 |                                              |                                       |                                                    | 三沢市国際交流スポーツセンター 観客数: 440人 主審: 正岡卓 副審: 川村陽平 |

| #516 | 2017年11月19日 14:20 |                                              |                               |                                  |                                                                            |
| #516 | 2017年11月19日 14:20 | トヨタ自動車サンホークス （通算ポイント：4） | 3 - 0 (25-16) (25-19) (25-20) | 埼玉アザレア （通算ポイント：3） | 三沢市国際交流スポーツセンター 観客数: 525人 主審: 杉村友雄 副審: 岡村尚文 |
| #516 | 2017年11月19日 14:20 |                                              |                               |                                  | 三沢市国際交流スポーツセンター 観客数: 525人 主審: 杉村友雄 副審: 岡村尚文 |

| #517 | 2017年11月25日 13:00 |                                            |                                       |                                              |                                                                |
| #517 | 2017年11月25日 13:00 | 大同特殊鋼レッドスター （通算ポイント：3） | 3 - 1 (25-21) (20-25) (25-14) (25-21) | トヨタ自動車サンホークス （通算ポイント：4） | 狭山市民総合体育館 観客数: 520人 主審: 新田浩幸 副審: 三浦岳彦 |
| #517 | 2017年11月25日 13:00 |                                            |                                       |                                              | 狭山市民総合体育館 観客数: 520人 主審: 新田浩幸 副審: 三浦岳彦 |

| #518 | 2017年11月25日 15:30 |                                  |                               |                                         |                                                                |
| #518 | 2017年11月25日 15:30 | 埼玉アザレア （通算ポイント：3） | 0 - 3 (28-30) (21-25) (17-25) | VC長野トライデンツ （通算ポイント：15） | 狭山市民総合体育館 観客数: 690人 主審: 慈眼雅啓 副審: 根岸怜子 |
| #518 | 2017年11月25日 15:30 |                                  |                               |                                         | 狭山市民総合体育館 観客数: 690人 主審: 慈眼雅啓 副審: 根岸怜子 |

| #519 | 2017年11月25日 13:00 |                                              |                               |                                                 |                                                                  |
| #519 | 2017年11月25日 13:00 | 大分三好ヴァイセアドラー （通算ポイント：6） | 1 - 3 (23-25) (25-18) (22-25) | つくばユナイテッドSun GAIA （通算ポイント：12） | 宮前スポーツセンター 観客数: 273人 主審: 浜野陽一 副審: 吉谷友輔 |
| #519 | 2017年11月25日 13:00 |                                              |                               |                                                 | 宮前スポーツセンター 観客数: 273人 主審: 浜野陽一 副審: 吉谷友輔 |

| #520 | 2017年11月25日 15:20 |                                                     |                                       |                                                |                                                                |
| #520 | 2017年11月25日 15:20 | 富士通カワサキレッドスピリッツ （通算ポイント：12） | 3 - 1 (25-16) (25-22) (25-27) (25-22) | 警視庁フォートファイターズ （通算ポイント：5） | 宮前スポーツセンター 観客数: 387人 主審: 赤川孝義 副審: 仰天健 |
| #520 | 2017年11月25日 15:20 |                                                     |                                       |                                                | 宮前スポーツセンター 観客数: 387人 主審: 赤川孝義 副審: 仰天健 |

| #521 | 2017年11月26日 12:00 |                                         |                                               |                                              |                                                                |
| #521 | 2017年11月26日 12:00 | VC長野トライデンツ （通算ポイント：17） | 3 - 2 (25-19) (21-25) (25-23) (23-25) (15-13) | トヨタ自動車サンホークス （通算ポイント：5） | 狭山市民総合体育館 観客数: 393人 主審: 新田浩幸 副審: 根岸怜子 |
| #521 | 2017年11月26日 12:00 |                                         |                                               |                                              | 狭山市民総合体育館 観客数: 393人 主審: 新田浩幸 副審: 根岸怜子 |

| #522 | 2017年11月26日 14:50 |                                  |                                       |                                            |                                                              |
| #522 | 2017年11月26日 14:50 | 埼玉アザレア （通算ポイント：3） | 1 - 3 (25-23) (21-25) (20-25) (24-26) | 大同特殊鋼レッドスター （通算ポイント：6） | 狭山市民総合体育館 観客数: 636人 主審: 慈眼雅啓 副審: 飯島毅 |
| #522 | 2017年11月26日 14:50 |                                  |                                       |                                            | 狭山市民総合体育館 観客数: 636人 主審: 慈眼雅啓 副審: 飯島毅 |

| #523 | 2017年11月26日 12:00 |                                              |                               |                                                |                                                                  |
| #523 | 2017年11月26日 12:00 | 大分三好ヴァイセアドラー （通算ポイント：9） | 3 - 0 (25-19) (25-20) (25-17) | 警視庁フォートファイターズ （通算ポイント：5） | 宮前スポーツセンター 観客数: 326人 主審: 浜野陽一 副審: 吉谷友輔 |
| #523 | 2017年11月26日 12:00 |                                              |                               |                                                | 宮前スポーツセンター 観客数: 326人 主審: 浜野陽一 副審: 吉谷友輔 |

| #524 | 2017年11月26日 14:00 |                                                     |                               |                                                 |                                                                |
| #524 | 2017年11月26日 14:00 | 富士通カワサキレッドスピリッツ （通算ポイント：15） | 3 - 0 (25-22) (25-23) (25-17) | つくばユナイテッドSun GAIA （通算ポイント：12） | 宮前スポーツセンター 観客数: 492人 主審: 赤川孝義 副審: 行天健 |
| #524 | 2017年11月26日 14:00 |                                                     |                               |                                                 | 宮前スポーツセンター 観客数: 492人 主審: 赤川孝義 副審: 行天健 |

| #525 | 2017年12月2日 13:00 |                                                |                               |                                  |                                                            |
| #525 | 2017年12月2日 13:00 | 警視庁フォートファイターズ （通算ポイント：8） | 3 - 0 (25-20) (25-17) (25-23) | 埼玉アザレア （通算ポイント：3） | 高森町民体育館 観客数: 340人 主審: 中島俊昌 副審: 木下智宏 |
| #525 | 2017年12月2日 13:00 |                                                |                               |                                  | 高森町民体育館 観客数: 340人 主審: 中島俊昌 副審: 木下智宏 |

| #526 | 2017年12月2日 15:00 |                                         |                                       |                                                     |                                                            |
| #526 | 2017年12月2日 15:00 | VC長野トライデンツ （通算ポイント：17） | 1 - 3 (31-29) (19-25) (22-25) (19-25) | 富士通カワサキレッドスピリッツ （通算ポイント：18） | 高森町民体育館 観客数: 560人 主審: 渡邉一史 副審: 北原良太 |
| #526 | 2017年12月2日 15:00 |                                         |                                       |                                                     | 高森町民体育館 観客数: 560人 主審: 渡邉一史 副審: 北原良太 |

| #527 | 2017年12月2日 13:00 |                                              |                                       |                                                 |                                                                  |
| #527 | 2017年12月2日 13:00 | トヨタ自動車サンホークス （通算ポイント：6） | 2 - 3 (23-25) (25-22) (25-17) (11-15) | つくばユナイテッドSun GAIA （通算ポイント：14） | 大同特殊鋼星崎工場体育館 観客数: 185人 主審: 本間明 副審: 小松剛 |
| #527 | 2017年12月2日 13:00 |                                              |                                       |                                                 | 大同特殊鋼星崎工場体育館 観客数: 185人 主審: 本間明 副審: 小松剛 |

| #528 | 2017年12月2日 15:40 |                                            |                               |                                               |                                                                        |
| #528 | 2017年12月2日 15:40 | 大同特殊鋼レッドスター （通算ポイント：6） | 0 - 3 (19-25) (23-25) (21-25) | 大分三好ヴァイセアドラー （通算ポイント：12） | 大同特殊鋼星崎工場体育館 観客数: 320人 主審: 上土谷政高 副審: 来川知裕 |
| #528 | 2017年12月2日 15:40 |                                            |                               |                                               | 大同特殊鋼星崎工場体育館 観客数: 320人 主審: 上土谷政高 副審: 来川知裕 |

### 2Leg
赤字はホームチーム。
| #529 | 2017年12月3日 12:00 |                                                     |                               |                                  |                                                            |
| #529 | 2017年12月3日 12:00 | 富士通カワサキレッドスピリッツ （通算ポイント：21） | 3 - 0 (25-17) (25-20) (25-18) | 埼玉アザレア （通算ポイント：3） | 高森町民体育館 観客数: 390人 主審: 中島俊昌 副審: 木下智宏 |
| #529 | 2017年12月3日 12:00 |                                                     |                               |                                  | 高森町民体育館 観客数: 390人 主審: 中島俊昌 副審: 木下智宏 |

| #530 | 2017年12月3日 14:00 |                                         |                                               |                                                |                                                            |
| #530 | 2017年12月3日 14:00 | VC長野トライデンツ （通算ポイント：19） | 3 - 2 (18-25) (25-18) (25-20) (17-25) (15-11) | 警視庁フォートファイターズ （通算ポイント：9） | 高森町民体育館 観客数: 640人 主審: 渡邉一史 副審: 北原良太 |
| #530 | 2017年12月3日 14:00 |                                         |                                               |                                                | 高森町民体育館 観客数: 640人 主審: 渡邉一史 副審: 北原良太 |

| #531 | 2017年12月3日 12:00 |                                               |                               |                                              |                                                                        |
| #531 | 2017年12月3日 12:00 | 大分三好ヴァイセアドラー （通算ポイント：15） | 3 - 0 (25-23) (25-15) (25-20) | トヨタ自動車サンホークス （通算ポイント：6） | 大同特殊鋼星崎工場体育館 観客数: 205人 主審: 上土谷政高 副審: 重岡紀彦 |
| #531 | 2017年12月3日 12:00 |                                               |                               |                                              | 大同特殊鋼星崎工場体育館 観客数: 205人 主審: 上土谷政高 副審: 重岡紀彦 |

| #532 | 2017年12月3日 14:00 |                                            |                               |                                                 |                                                                  |
| #532 | 2017年12月3日 14:00 | 大同特殊鋼レッドスター （通算ポイント：6） | 0 - 3 (22-25) (20-25) (29-31) | つくばユナイテッドSun GAIA （通算ポイント：17） | 大同特殊鋼星崎工場体育館 観客数: 330人 主審: 本間明 副審: 小松剛 |
| #532 | 2017年12月3日 14:00 |                                            |                               |                                                 | 大同特殊鋼星崎工場体育館 観客数: 330人 主審: 本間明 副審: 小松剛 |

| #533 | 2017年12月9日 13:00 |                                               |                                       |                                         |                                                            |
| #533 | 2017年12月9日 13:00 | 大分三好ヴァイセアドラー （通算ポイント：18） | 3 - 1 (23-25) (25-17) (25-23) (25-16) | VC長野トライデンツ （通算ポイント：19） | 三郷市総合体育館 観客数: 451人 主審: 慈眼雅啓 副審: 飯島毅 |
| #533 | 2017年12月9日 13:00 |                                               |                                       |                                         | 三郷市総合体育館 観客数: 451人 主審: 慈眼雅啓 副審: 飯島毅 |

| #534 | 2017年12月9日 15:30 |                                  |                               |                                                 |                                                              |
| #534 | 2017年12月9日 15:30 | 埼玉アザレア （通算ポイント：6） | 3 - 0 (25-20) (25-18) (25-19) | つくばユナイテッドSun GAIA （通算ポイント：17） | 三郷市総合体育館 観客数: 552人 主審: 早坂行博 副審: 太田宏和 |
| #534 | 2017年12月9日 15:30 |                                  |                               |                                                 | 三郷市総合体育館 観客数: 552人 主審: 早坂行博 副審: 太田宏和 |

| #535 | 2017年12月9日 13:00 |                                                     |                                       |                                            |                                                                |
| #535 | 2017年12月9日 13:00 | 富士通カワサキレッドスピリッツ （通算ポイント：24） | 3 - 1 (26-24) (25-23) (15-25) (25-20) | 大同特殊鋼レッドスター （通算ポイント：6） | 三好公園総合体育館 観客数: 240人 主審: 有乗正志 副審: 竹川美穂 |
| #535 | 2017年12月9日 13:00 |                                                     |                                       |                                            | 三好公園総合体育館 観客数: 240人 主審: 有乗正志 副審: 竹川美穂 |

| #536 | 2017年12月9日 15:30 |                                              |                                               |                                                 |                                                              |
| #536 | 2017年12月9日 15:30 | トヨタ自動車サンホークス （通算ポイント：7） | 2 - 3 (29-31) (25-23) (25-20) (22-25) (13-15) | 警視庁フォートファイターズ （通算ポイント：11） | 三好公園総合体育館 観客数: 335人 主審: 赤松佑亮 副審: 小松剛 |
| #536 | 2017年12月9日 15:30 |                                              |                                               |                                                 | 三好公園総合体育館 観客数: 335人 主審: 赤松佑亮 副審: 小松剛 |

| #537 | 2017年12月10日 12:00 |                                               |                               |                                                 |                                                              |
| #537 | 2017年12月10日 12:00 | 大分三好ヴァイセアドラー （通算ポイント：21） | 3 - 0 (25-12) (25-16) (25-15) | つくばユナイテッドSun GAIA （通算ポイント：17） | 三郷市総合体育館 観客数: 419人 主審: 慈眼雅啓 副審: 鈴木和紀 |
| #537 | 2017年12月10日 12:00 |                                               |                               |                                                 | 三郷市総合体育館 観客数: 419人 主審: 慈眼雅啓 副審: 鈴木和紀 |

| #538 | 2017年12月10日 14:00 |                                  |                                               |                                         |                                                              |
| #538 | 2017年12月10日 14:00 | 埼玉アザレア （通算ポイント：7） | 2 - 3 (25-18) (16-25) (23-25) (27-25) (11-15) | VC長野トライデンツ （通算ポイント：21） | 三郷市総合体育館 観客数: 600人 主審: 早坂行博 副審: 太田宏和 |
| #538 | 2017年12月10日 14:00 |                                  |                                               |                                         | 三郷市総合体育館 観客数: 600人 主審: 早坂行博 副審: 太田宏和 |

| #539 | 2017年12月10日 11:00 |                                                     |                                       |                                                 |                                                                |
| #539 | 2017年12月10日 11:00 | 富士通カワサキレッドスピリッツ （通算ポイント：27） | 3 - 1 (25-18) (25-22) (22-25) (25-21) | 警視庁フォートファイターズ （通算ポイント：11） | 三好公園総合体育館 観客数: 210人 主審: 赤松佑亮 副審: 黒田伸浩 |
| #539 | 2017年12月10日 11:00 |                                                     |                                       |                                                 | 三好公園総合体育館 観客数: 210人 主審: 赤松佑亮 副審: 黒田伸浩 |

| #540 | 2017年12月10日 13:35 |                                              |                                       |                                            |                                                                |
| #540 | 2017年12月10日 13:35 | トヨタ自動車サンホークス （通算ポイント：7） | 1 - 3 (25-21) (23-25) (22-25) (25-27) | 大同特殊鋼レッドスター （通算ポイント：9） | 三好公園総合体育館 観客数: 350人 主審: 有乗正志 副審: 竹川美穂 |
| #540 | 2017年12月10日 13:35 |                                              |                                       |                                            | 三好公園総合体育館 観客数: 350人 主審: 有乗正志 副審: 竹川美穂 |

大田区総合体育館の試合はプレミアリーグのFC東京対ジェイテクト戦と同日開催。
| #541 | 2018年1月13日 15:45 |                                                 |                                       |                                               |                                                            |
| #541 | 2018年1月13日 15:45 | 警視庁フォートファイターズ （通算ポイント：11） | 1 - 3 (23-25) (22-25) (25-21) (24-26) | 大分三好ヴァイセアドラー （通算ポイント：24） | 大田区総合体育館 観客数: 500人 主審: 浜野陽一 副審: 平泉淳 |
| #541 | 2018年1月13日 15:45 |                                                 |                                       |                                               | 大田区総合体育館 観客数: 500人 主審: 浜野陽一 副審: 平泉淳 |

| #542 | 2018年1月13日 13:00 |                                                     |                               |                                                 |                                                                        |
| #542 | 2018年1月13日 13:00 | 富士通カワサキレッドスピリッツ （通算ポイント：30） | 3 - 0 (25-12) (25-21) (25-22) | つくばユナイテッドSun GAIA （通算ポイント：17） | 佐世保東部スポーツ広場体育館 観客数: 800人 主審: 林淳一 副審: 宮原里実 |
| #542 | 2018年1月13日 13:00 |                                                     |                               |                                                 | 佐世保東部スポーツ広場体育館 観客数: 800人 主審: 林淳一 副審: 宮原里実 |

| #543 | 2018年1月13日 15:00 |                                               |                               |                                         |                                                                          |
| #543 | 2018年1月13日 15:00 | トヨタ自動車サンホークス （通算ポイント：10） | 3 - 0 (25-23) (25-17) (29-27) | VC長野トライデンツ （通算ポイント：21） | 佐世保東部スポーツ広場体育館 観客数: 906人 主審: 木内誠二 副審: 川尻康行 |
| #543 | 2018年1月13日 15:00 |                                               |                               |                                         | 佐世保東部スポーツ広場体育館 観客数: 906人 主審: 木内誠二 副審: 川尻康行 |

| #544 | 2018年1月14日 12:00 |                                               |                                               |                                  |                                                              |
| #544 | 2018年1月14日 12:00 | 大分三好ヴァイセアドラー （通算ポイント：25） | 2 - 3 (30-28) (23-25) (21-25) (25-21) (10-15) | 埼玉アザレア （通算ポイント：9） | 大田区総合体育館 観客数: 200人 主審: 新田浩幸 副審: 饗庭和恵 |
| #544 | 2018年1月14日 12:00 |                                               |                                               |                                  | 大田区総合体育館 観客数: 200人 主審: 新田浩幸 副審: 饗庭和恵 |

| #545 | 2018年1月14日 14:45 |                                                 |                                       |                                             |                                                              |
| #545 | 2018年1月14日 14:45 | 警視庁フォートファイターズ （通算ポイント：11） | 1 - 3 (18-25) (20-25) (25-18) (17-25) | 大同特殊鋼レッドスター （通算ポイント：12） | 大田区総合体育館 観客数: 300人 主審: 浜野陽一 副審: 及川千春 |
| #545 | 2018年1月14日 14:45 |                                                 |                                       |                                             | 大田区総合体育館 観客数: 300人 主審: 浜野陽一 副審: 及川千春 |

| #546 | 2018年1月14日 12:00 |                                         |                                              |                                                 |                                                                    |
| #546 | 2018年1月14日 12:00 | VC長野トライデンツ （通算ポイント：22） | 2 - 3 (25-18) (28-30) (25-16) (22-25) (9-15) | つくばユナイテッドSun GAIA （通算ポイント：19） | 大村市体育文化センター 観客数: 1,034人 主審: 林淳一 副審: 宮原里実 |
| #546 | 2018年1月14日 12:00 |                                         |                                              |                                                 | 大村市体育文化センター 観客数: 1,034人 主審: 林淳一 副審: 宮原里実 |

| #547 | 2018年1月14日 14:35 |                                               |                       |                                                     |                                                                      |
| #547 | 2018年1月14日 14:35 | トヨタ自動車サンホークス （通算ポイント：10） | 0 - 3 (37-39) (17-25) | 富士通カワサキレッドスピリッツ （通算ポイント：33） | 大村市体育文化センター 観客数: 1,079人 主審: 木内誠二 副審: 川尻康行 |
| #547 | 2018年1月14日 14:35 |                                               |                       |                                                     | 大村市体育文化センター 観客数: 1,079人 主審: 木内誠二 副審: 川尻康行 |

| #548 | 2018年1月20日 13:00 |                                               |                               |                                  |                                                          |
| #548 | 2018年1月20日 13:00 | トヨタ自動車サンホークス （通算ポイント：13） | 3 - 0 (25-22) (25-18) (25-13) | 埼玉アザレア （通算ポイント：9） | 桜総合体育館 観客数: 586人 主審: 松延亮一 副審: 青柳達明 |
| #548 | 2018年1月20日 13:00 |                                               |                               |                                  | 桜総合体育館 観客数: 586人 主審: 松延亮一 副審: 青柳達明 |

| #549 | 2018年1月20日 15:05 |                                                 |                       |                                                 |                                                            |
| #549 | 2018年1月20日 15:05 | つくばユナイテッドSun GAIA （通算ポイント：19） | 0 - 3 (18-25) (15-25) | 警視庁フォートファイターズ （通算ポイント：14） | 桜総合体育館 観客数: 825人 主審: 早坂行博 副審: 鬼ケ原慎平 |
| #549 | 2018年1月20日 15:05 |                                                 |                       |                                                 | 桜総合体育館 観客数: 825人 主審: 早坂行博 副審: 鬼ケ原慎平 |

| #550 | 2018年1月20日 13:00 |                                               |                                               |                                             |                                                            |
| #550 | 2018年1月20日 13:00 | 大分三好ヴァイセアドラー （通算ポイント：27） | 3 - 2 (17-25) (25-22) (25-21) (20-25) (15-11) | 大同特殊鋼レッドスター （通算ポイント：13） | 伊那市民体育館 観客数: 670人 主審: 中島俊昌 副審: 北原良太 |
| #550 | 2018年1月20日 13:00 |                                               |                                               |                                             | 伊那市民体育館 観客数: 670人 主審: 中島俊昌 副審: 北原良太 |

| #551 | 2018年1月20日 15:40 |                                         |                                       |                                                     |                                                              |
| #551 | 2018年1月20日 15:40 | VC長野トライデンツ （通算ポイント：22） | 1 - 3 (25-23) (21-25) (20-25) (19-25) | 富士通カワサキレッドスピリッツ （通算ポイント：36） | 伊那市民体育館 観客数: 1,030人 主審: 赤川孝義 副審: 木下智宏 |
| #551 | 2018年1月20日 15:40 |                                         |                                       |                                                     | 伊那市民体育館 観客数: 1,030人 主審: 赤川孝義 副審: 木下智宏 |

| #552 | 2018年1月21日 12:00 |                                                 |                                               |                                   |                                                          |
| #552 | 2018年1月21日 12:00 | 警視庁フォートファイターズ （通算ポイント：16） | 3 - 2 (23-25) (25-20) (25-16) (32-34) (15-11) | 埼玉アザレア （通算ポイント：10） | 桜総合体育館 観客数: 596人 主審: 松延亮一 副審: 青柳達明 |
| #552 | 2018年1月21日 12:00 |                                                 |                                               |                                   | 桜総合体育館 観客数: 596人 主審: 松延亮一 副審: 青柳達明 |

| #553 | 2018年1月21日 15:05 |                                                 |                               |                                               |                                                            |
| #553 | 2018年1月21日 15:05 | つくばユナイテッドSun GAIA （通算ポイント：19） | 0 - 3 (20-25) (23-25) (17-25) | トヨタ自動車サンホークス （通算ポイント：16） | 桜総合体育館 観客数: 796人 主審: 早坂行博 副審: 鬼ケ原慎平 |
| #553 | 2018年1月21日 15:05 |                                                 |                               |                                               | 桜総合体育館 観客数: 796人 主審: 早坂行博 副審: 鬼ケ原慎平 |

| #554 | 2018年1月21日 12:00 |                                               |                                               |                                                     |                                                            |
| #554 | 2018年1月21日 12:00 | 大分三好ヴァイセアドラー （通算ポイント：28） | 2 - 3 (17-25) (26-24) (25-21) (22-25) (12-15) | 富士通カワサキレッドスピリッツ （通算ポイント：38） | 伊那市民体育館 観客数: 570人 主審: 中島俊昌 副審: 北原良太 |
| #554 | 2018年1月21日 12:00 |                                               |                                               |                                                     | 伊那市民体育館 観客数: 570人 主審: 中島俊昌 副審: 北原良太 |

| #555 | 2018年1月21日 14:55 |                                         |                                       |                                             |                                                            |
| #555 | 2018年1月21日 14:55 | VC長野トライデンツ （通算ポイント：22） | 1 - 3 (17-25) (25-20) (22-25) (23-25) | 大同特殊鋼レッドスター （通算ポイント：16） | 伊那市民体育館 観客数: 970人 主審: 赤川孝義 副審: 木下智宏 |
| #555 | 2018年1月21日 14:55 |                                         |                                       |                                             | 伊那市民体育館 観客数: 970人 主審: 赤川孝義 副審: 木下智宏 |

### 3Leg
赤字はホームチーム。
| #556 | 2018年1月27日 13:00 |                                               |                       |                                                 |                                                            |
| #556 | 2018年1月27日 13:00 | トヨタ自動車サンホークス （通算ポイント：19） | 3 - 0 (25-18) (25-20) | つくばユナイテッドSun GAIA （通算ポイント：19） | 騎西総合体育館 観客数: 278人 主審: 杉村友雄 副審: 串橋成二 |
| #556 | 2018年1月27日 13:00 |                                               |                       |                                                 | 騎西総合体育館 観客数: 278人 主審: 杉村友雄 副審: 串橋成二 |

| #557 | 2018年1月27日 15:00 |                                   |                                       |                                         |                                                          |
| #557 | 2018年1月27日 15:00 | 埼玉アザレア （通算ポイント：13） | 3 - 1 (25-21) (23-25) (25-23) (25-21) | VC長野トライデンツ （通算ポイント：22） | 騎西総合体育館 観客数: 412人 主審: 伊藤薫 副審: 鈴木和紀 |
| #557 | 2018年1月27日 15:00 |                                   |                                       |                                         | 騎西総合体育館 観客数: 412人 主審: 伊藤薫 副審: 鈴木和紀 |

| #558 | 2018年1月27日 13:00 |                                             |                               |                                                 |                                                              |
| #558 | 2018年1月27日 13:00 | 大同特殊鋼レッドスター （通算ポイント：16） | 0 - 3 (22-25) (18-25) (26-28) | 警視庁フォートファイターズ （通算ポイント：19） | カルッツかわさき 観客数: 460人 主審: 新田浩幸 副審: 吉谷友輔 |
| #558 | 2018年1月27日 13:00 |                                             |                               |                                                 | カルッツかわさき 観客数: 460人 主審: 新田浩幸 副審: 吉谷友輔 |

| #559 | 2018年1月27日 15:00 |                                                     |                                               |                                               |                                                              |
| #559 | 2018年1月27日 15:00 | 富士通カワサキレッドスピリッツ （通算ポイント：40） | 3 - 2 (25-17) (18-25) (31-29) (26-28) (20-18) | 大分三好ヴァイセアドラー （通算ポイント：29） | カルッツかわさき 観客数: 600人 主審: 中西幸治 副審: 浜野陽一 |
| #559 | 2018年1月27日 15:00 |                                                     |                                               |                                               | カルッツかわさき 観客数: 600人 主審: 中西幸治 副審: 浜野陽一 |

| #560 | 2018年1月28日 12:00 |                                         |                               |                                                 |                                                          |
| #560 | 2018年1月28日 12:00 | VC長野トライデンツ （通算ポイント：22） | 1 - 3 (22-25) (25-20) (21-25) | つくばユナイテッドSun GAIA （通算ポイント：22） | 騎西総合体育館 観客数: 403人 主審: 伊藤薫 副審: 鈴木和紀 |
| #560 | 2018年1月28日 12:00 |                                         |                               |                                                 | 騎西総合体育館 観客数: 403人 主審: 伊藤薫 副審: 鈴木和紀 |

| #561 | 2018年1月28日 14:30 |                                   |                                              |                                               |                                                          |
| #561 | 2018年1月28日 14:30 | 埼玉アザレア （通算ポイント：14） | 2 - 3 (25-21) (21-25) (25-23) (23-25) (6-15) | トヨタ自動車サンホークス （通算ポイント：21） | 騎西総合体育館 観客数: 576人 主審: 杉村友雄 副審: 飯島毅 |
| #561 | 2018年1月28日 14:30 |                                   |                                              |                                               | 騎西総合体育館 観客数: 576人 主審: 杉村友雄 副審: 飯島毅 |

| #562 | 2018年1月28日 12:00 |                                               |                                       |                                                 |                                                              |
| #562 | 2018年1月28日 12:00 | 大分三好ヴァイセアドラー （通算ポイント：32） | 3 - 1 (17-25) (25-22) (25-20) (26-24) | 警視庁フォートファイターズ （通算ポイント：19） | カルッツかわさき 観客数: 480人 主審: 新田治幸 副審: 松井孝行 |
| #562 | 2018年1月28日 12:00 |                                               |                                       |                                                 | カルッツかわさき 観客数: 480人 主審: 新田治幸 副審: 松井孝行 |

| #563 | 2018年1月28日 14:20 |                                                     |                                       |                                             |                                                              |
| #563 | 2018年1月28日 14:20 | 富士通カワサキレッドスピリッツ （通算ポイント：43） | 3 - 1 (21-25) (25-19) (25-21) (25-23) | 大同特殊鋼レッドスター （通算ポイント：16） | カルッツかわさき 観客数: 560人 主審: 中西幸治 副審: 浜野陽一 |
| #563 | 2018年1月28日 14:20 |                                                     |                                       |                                             | カルッツかわさき 観客数: 560人 主審: 中西幸治 副審: 浜野陽一 |

| #564 | 2018年2月3日 13:00 |                                                     |                                               |                                                 |                                                                  |
| #564 | 2018年2月3日 13:00 | 富士通カワサキレッドスピリッツ （通算ポイント：44） | 2 - 3 (23-25) (20-25) (27-25) (25-22) (10-15) | 警視庁フォートファイターズ （通算ポイント：21） | 美浜町総合公園体育館 観客数: 501人 主審: 中島俊昌 副審: 野村恒人 |
| #564 | 2018年2月3日 13:00 |                                                     |                                               |                                                 | 美浜町総合公園体育館 観客数: 501人 主審: 中島俊昌 副審: 野村恒人 |

| #565 | 2018年2月3日 15:50 |                                                 |                       |                                   |                                                                  |
| #565 | 2018年2月3日 15:50 | つくばユナイテッドSun GAIA （通算ポイント：25） | 3 - 0 (25-23) (25-22) | 埼玉アザレア （通算ポイント：14） | 美浜町総合公園体育館 観客数: 520人 主審: 有乗正志 副審: 保谷徳幸 |
| #565 | 2018年2月3日 15:50 |                                                 |                       |                                   | 美浜町総合公園体育館 観客数: 520人 主審: 有乗正志 副審: 保谷徳幸 |

| #566 | 2018年2月3日 12:00 |                                         |                               |                                               |                                                            |
| #566 | 2018年2月3日 12:00 | VC長野トライデンツ （通算ポイント：22） | 0 - 3 (22-25) (17-25) (21-25) | トヨタ自動車サンホークス （通算ポイント：24） | 知多市民体育館 観客数: 315人 主審: 佐伯昌昭 副審: 黒田伸浩 |
| #566 | 2018年2月3日 12:00 |                                         |                               |                                               | 知多市民体育館 観客数: 315人 主審: 佐伯昌昭 副審: 黒田伸浩 |

| #567 | 2018年2月3日 14:05 |                                             |                                       |                                               |                                                          |
| #567 | 2018年2月3日 14:05 | 大同特殊鋼レッドスター （通算ポイント：16） | 1 - 3 (16-25) (21-25) (25-23) (17-25) | 大分三好ヴァイセアドラー （通算ポイント：35） | 知多市民体育館 観客数: 560人 主審: 沢田元 副審: 重岡紀彦 |
| #567 | 2018年2月3日 14:05 |                                             |                                       |                                               | 知多市民体育館 観客数: 560人 主審: 沢田元 副審: 重岡紀彦 |

| #568 | 2018年2月4日 12:00 |                                                 |                                |                                   |                                                                  |
| #568 | 2018年2月4日 12:00 | 警視庁フォートファイターズ （通算ポイント：24） | 3 - 0 (25-18) (25-21) (25-185) | 埼玉アザレア （通算ポイント：14） | 美浜町総合公園体育館 観客数: 484人 主審: 有乗正志 副審: 野村恒人 |
| #568 | 2018年2月4日 12:00 |                                                 |                                |                                   | 美浜町総合公園体育館 観客数: 484人 主審: 有乗正志 副審: 野村恒人 |

| #569 | 2018年2月4日 14:05 |                                                 |                                       |                                                     |                                                                  |
| #569 | 2018年2月4日 14:05 | つくばユナイテッドSun GAIA （通算ポイント：25） | 1 - 3 (20-25) (25-23) (20-25) (27-29) | 富士通カワサキレッドスピリッツ （通算ポイント：47） | 美浜町総合公園体育館 観客数: 514人 主審: 中島俊昌 副審: 保谷徳幸 |
| #569 | 2018年2月4日 14:05 |                                                 |                                       |                                                     | 美浜町総合公園体育館 観客数: 514人 主審: 中島俊昌 副審: 保谷徳幸 |

この試合に勝利した富士通カワサキレッドスピリッツは2年ぶり二度目の優勝が決定した。
| #570 | 2018年2月4日 12:00 |                                             |                                       |                                               |                                                          |
| #570 | 2018年2月4日 12:00 | 大同特殊鋼レッドスター （通算ポイント：19） | 3 - 1 (25-23) (13-25) (25-20) (26-24) | トヨタ自動車サンホークス （通算ポイント：24） | 知多市民体育館 観客数: 520人 主審: 佐伯昌昭 副審: 沢田元 |
| #570 | 2018年2月4日 12:00 |                                             |                                       |                                               | 知多市民体育館 観客数: 520人 主審: 佐伯昌昭 副審: 沢田元 |

| #571 | 2018年2月10日 13:00 |                                             |                                               |                                   |                                                              |
| #571 | 2018年2月10日 13:00 | 大同特殊鋼レッドスター （通算ポイント：21） | 3 - 2 (23-25) (25-27) (25-20) (25-22) (15-10) | 埼玉アザレア （通算ポイント：15） | 佐久市総合体育館 観客数: 680人 主審: 中島俊昌 副審: 木下智宏 |
| #571 | 2018年2月10日 13:00 |                                             |                                               |                                   | 佐久市総合体育館 観客数: 680人 主審: 中島俊昌 副審: 木下智宏 |

| #572 | 2018年2月10日 15:50 |                                         |                       |                                                     |                                                            |
| #572 | 2018年2月10日 15:50 | VC長野トライデンツ （通算ポイント：25） | 3 - 0 (25-21) (25-23) | 富士通カワサキレッドスピリッツ （通算ポイント：47） | 佐久市総合体育館 観客数: 860人 主審: 慈眼雅啓 副審: 林康彦 |
| #572 | 2018年2月10日 15:50 |                                         |                       |                                                     | 佐久市総合体育館 観客数: 860人 主審: 慈眼雅啓 副審: 林康彦 |

| #573 | 2018年2月11日 12:00 |                                         |                                               |                                             |                                                              |
| #573 | 2018年2月11日 12:00 | VC長野トライデンツ （通算ポイント：27） | 3 - 2 (25-19) (20-25) (25-19) (18-25) (18-16) | 大同特殊鋼レッドスター （通算ポイント：22） | 佐久市総合体育館 観客数: 570人 主審: 慈眼雅啓 副審: 木下智宏 |
| #573 | 2018年2月11日 12:00 |                                         |                                               |                                             | 佐久市総合体育館 観客数: 570人 主審: 慈眼雅啓 副審: 木下智宏 |

| #574 | 2018年2月17日 13:00 |                                             |                                       |                                                 |                                                              |
| #574 | 2018年2月17日 13:00 | 大同特殊鋼レッドスター （通算ポイント：25） | 3 - 1 (21-25) (25-17) (25-20) (25-13) | つくばユナイテッドSun GAIA （通算ポイント：25） | 武蔵野総合体育館 観客数: 230人 主審: 赤川孝義 副審: 関野智史 |
| #574 | 2018年2月17日 13:00 |                                             |                                       |                                                 | 武蔵野総合体育館 観客数: 230人 主審: 赤川孝義 副審: 関野智史 |

| #575 | 2018年2月17日 15:20 |                                                 |                                       |                                         |                                                              |
| #575 | 2018年2月17日 15:20 | 警視庁フォートファイターズ （通算ポイント：27） | 3 - 1 (16-25) (25-22) (25-21) (25-18) | VC長野トライデンツ （通算ポイント：27） | 武蔵野総合体育館 観客数: 392人 主審: 新田浩幸 副審: 勝又禎蔵 |
| #575 | 2018年2月17日 15:20 |                                                 |                                       |                                         | 武蔵野総合体育館 観客数: 392人 主審: 新田浩幸 副審: 勝又禎蔵 |

| #576 | 2018年2月17日 13:00 |                                               |                               |                                   |                                                              |
| #576 | 2018年2月17日 13:00 | 大分三好ヴァイセアドラー （通算ポイント：38） | 3 - 0 (25-19) (25-18) (25-20) | 埼玉アザレア （通算ポイント：15） | カルッツかわさき 観客数: 140人 主審: 浜野陽一 副審: 吉谷友輔 |
| #576 | 2018年2月17日 13:00 |                                               |                               |                                   | カルッツかわさき 観客数: 140人 主審: 浜野陽一 副審: 吉谷友輔 |

| #577 | 2018年2月17日 15:00 |                                                     |                                              |                                               |                                                              |
| #577 | 2018年2月17日 15:00 | 富士通カワサキレッドスピリッツ （通算ポイント：48） | 2 - 3 (28-26) (20-25) (32-30) (23-25) (9-15) | トヨタ自動車サンホークス （通算ポイント：26） | カルッツかわさき 観客数: 170人 主審: 中西幸治 副審: 松井孝行 |
| #577 | 2018年2月17日 15:00 |                                                     |                                              |                                               | カルッツかわさき 観客数: 170人 主審: 中西幸治 副審: 松井孝行 |

| #578 | 2018年2月18日 12:00 |                                                 |                                               |                                                 |                                                              |
| #578 | 2018年2月18日 12:00 | 警視庁フォートファイターズ （通算ポイント：29） | 3 - 2 (25-15) (26-28) (28-26) (22-25) (15-13) | つくばユナイテッドSun GAIA （通算ポイント：26） | 武蔵野総合体育館 観客数: 231人 主審: 新田浩幸 副審: 赤川孝義 |
| #578 | 2018年2月18日 12:00 |                                                 |                                               |                                                 | 武蔵野総合体育館 観客数: 231人 主審: 新田浩幸 副審: 赤川孝義 |

| #579 | 2018年2月18日 12:00 |                                               |                                       |                                               |                                                              |
| #579 | 2018年2月18日 12:00 | 大分三好ヴァイセアドラー （通算ポイント：41） | 3 - 1 (25-19) (16-25) (25-19) (25-17) | トヨタ自動車サンホークス （通算ポイント：26） | カルッツかわさき 観客数: 480人 主審: 浜野陽一 副審: 松井孝行 |
| #579 | 2018年2月18日 12:00 |                                               |                                       |                                               | カルッツかわさき 観客数: 480人 主審: 浜野陽一 副審: 松井孝行 |

| #580 | 2018年2月18日 14:10 |                                                     |                               |                                   |                                                              |
| #580 | 2018年2月18日 14:10 | 富士通カワサキレッドスピリッツ （通算ポイント：51） | 3 - 0 (25-18) (25-21) (25-19) | 埼玉アザレア （通算ポイント：15） | カルッツかわさき 観客数: 680人 主審: 中西幸治 副審: 大谷清子 |
| #580 | 2018年2月18日 14:10 |                                                     |                               |                                   | カルッツかわさき 観客数: 680人 主審: 中西幸治 副審: 大谷清子 |

| #581 | 2018年2月24日 13:00 |                                             |                               |                                   |                                                          |
| #581 | 2018年2月24日 13:00 | 大同特殊鋼レッドスター （通算ポイント：28） | 3 - 0 (25-13) (25-20) (25-15) | 埼玉アザレア （通算ポイント：15） | コンパルホール 観客数: 488人 主審: 林淳一 副審: 平田敬基 |
| #581 | 2018年2月24日 13:00 |                                             |                               |                                   | コンパルホール 観客数: 488人 主審: 林淳一 副審: 平田敬基 |

| #582 | 2018年2月24日 15:00 |                                               |                               |                                                 |                                                          |
| #582 | 2018年2月24日 15:00 | 大分三好ヴァイセアドラー （通算ポイント：44） | 3 - 0 (25-15) (25-22) (25-20) | つくばユナイテッドSun GAIA （通算ポイント：26） | コンパルホール 観客数: 752人 主審: 木内誠二 副審: 田中亘 |
| #582 | 2018年2月24日 15:00 |                                               |                               |                                                 | コンパルホール 観客数: 752人 主審: 木内誠二 副審: 田中亘 |

| #583 | 2018年2月25日 12:00 |                                               |                                               |                                                 |                                                          |
| #583 | 2018年2月25日 12:00 | トヨタ自動車サンホークス （通算ポイント：27） | 2 - 3 (25-23) (20-25) (14-25) (25-19) (12-15) | 警視庁フォートファイターズ （通算ポイント：31） | コンパルホール 観客数: 584人 主審: 林淳一 副審: 平田敬基 |
| #583 | 2018年2月25日 12:00 |                                               |                                               |                                                 | コンパルホール 観客数: 584人 主審: 林淳一 副審: 平田敬基 |

| #584 | 2018年2月25日 14:40 |                                               |                                       |                                         |                                                          |
| #584 | 2018年2月25日 14:40 | 大分三好ヴァイセアドラー （通算ポイント：47） | 3 - 1 (25-12) (28-26) (19-25) (25-20) | VC長野トライデンツ （通算ポイント：27） | コンパルホール 観客数: 845人 主審: 木内誠二 副審: 田中亘 |
| #584 | 2018年2月25日 14:40 |                                               |                                       |                                         | コンパルホール 観客数: 845人 主審: 木内誠二 副審: 田中亘 |

### 最終順位
| 順位   | チーム名                       | 試合数 | 勝点 | 勝数 | 敗数 | 勝率  | 得セット | 失セット | セット率 | 備考 |
| ------ | ------------------------------ | ------ | ---- | ---- | ---- | ----- | -------- | -------- | -------- | ---- |
| 優勝   | 富士通カワサキレッドスピリッツ | 21     | 51   | 17   | 4    | 0.810 | 56       | 23       | 2.435    |      |
| 準優勝 | 大分三好ヴァイセアドラー       | 21     | 47   | 15   | 6    | 0.714 | 53       | 27       | 1.963    |      |
| 3      | 警視庁フォートファイターズ     | 21     | 31   | 12   | 9    | 0.571 | 44       | 4        | 1.100    |      |
| 4      | 大同特殊鋼レッドスター         | 21     | 28   | 9    | 12   | 0.429 | 34       | 45       | 0.756    |      |
| 5      | VC長野トライデンツ             | 21     | 27   | 10   | 11   | 0.476 | 40       | 43       | 0.930    |      |
| 6      | トヨタ自動車サンホークス       | 21     | 27   | 8    | 13   | 0.381 | 38       | 43       | 0.884    |      |
| 7      | つくばユナイテッドSun GAIA     | 21     | 26   | 9    | 12   | 0.429 | 32       | 42       | 0.762    |      |
| 8      | 埼玉アザレア                   | 21     | 15   | 4    | 17   | 0.190 | 21       | 55       | 0.382    |      |

### 個人賞
| No. | 賞名             | 受賞者       | 所属チーム   | 備考                |
| --- | ---------------- | ------------ | ------------ | ------------------- |
| 1   | 優勝監督賞       | 勝田祥平     | 富士通       |                     |
| 2   | 最高殊勲選手賞   | 新貴裕       | 富士通       |                     |
| 3   | 敢闘賞           | ヤカン・グマ | 大分三好     |                     |
| 4   | 最優秀新人賞     | 河西敦司     | 警視庁       |                     |
| 5   | 得点王           | ヤカン・グマ | 大分三好     | 総得点=482点        |
| 6   | スパイク賞       | 岡村義郎     | 富士通       | 決定率=61.5%        |
| 7   | ブロック賞       | 森本浩矢     | トヨタ自動車 | 決定本数=1.21本/set |
| 8   | サーブ賞         | 森崎健史     | VC長野       | 効果率=13.5%        |
| 9   | サーブレシーブ賞 | 石川俊輔     | 警視庁       | 成功率=67.9%        |

## 女子

### 参加チーム
| 前回順位 | チーム名                   | 備考                          |
| -------- | -------------------------- | ----------------------------- |
| -        | 岡山シーガルズ             | V・プレミアリーグから降格     |
| -        | PFUブルーキャッツ          | V・プレミアリーグから降格     |
| 3        | JAぎふリオレーナ           |                               |
| 5        | KUROBEアクアフェアリーズ   |                               |
| 6        | 大野石油広島オイラーズ     |                               |
| 7        | フォレストリーヴズ熊本     |                               |
| -        | トヨタ自動車ヴァルキューレ | V・チャレンジリーグIIから昇格 |

### 1Leg
赤字はホームチーム。
| #601 | 2017年11月4日 11:00 |                                    |                               |                                            |                                                            |
| #601 | 2017年11月4日 11:00 | 岡山シーガルズ （通算ポイント：3） | 3 - 0 (25-16) (25-15) (25-17) | フォレストリーヴズ熊本 （通算ポイント：0） | 金沢市総合体育館 観客数: 590人 主審: 内藤聡美 副審: 宮坂広 |
| #601 | 2017年11月4日 11:00 |                                    |                               |                                            | 金沢市総合体育館 観客数: 590人 主審: 内藤聡美 副審: 宮坂広 |

| #602 | 2017年11月4日 13:15 |                                            |                                       |                                      |                                                                |
| #602 | 2017年11月4日 13:15 | 大野石油広島オイラーズ （通算ポイント：0） | 1 - 3 (25-20) (15-25) (16-25) (20-25) | JAぎふリオレーナ （通算ポイント：3） | 金沢市総合体育館 観客数: 870人 主審: 紙井ひとみ 副審: 松谷俊宏 |
| #602 | 2017年11月4日 13:15 |                                            |                                       |                                      | 金沢市総合体育館 観客数: 870人 主審: 紙井ひとみ 副審: 松谷俊宏 |

| #603 | 2017年11月4日 15:45 |                                       |                              |                                                |                                                                |
| #603 | 2017年11月4日 15:45 | PFUブルーキャッツ （通算ポイント：3） | 3 - 0 (25-17) (25-4) (26-24) | トヨタ自動車ヴァルキューレ （通算ポイント：0） | 金沢市総合体育館 観客数: 1,282人 主審: 吉岡奈々 副審: 国沢雄介 |
| #603 | 2017年11月4日 15:45 |                                       |                              |                                                | 金沢市総合体育館 観客数: 1,282人 主審: 吉岡奈々 副審: 国沢雄介 |

| #604 | 2017年11月5日 12:00 |                                              |                                       |                                            |                                                                |
| #604 | 2017年11月5日 12:00 | KUROBEアクアフェアリーズ （通算ポイント：3） | 3 - 1 (19-25) (25-12) (25-19) (25-20) | 大野石油広島オイラーズ （通算ポイント：0） | 金沢市総合体育館 観客数: 730人 主審: 紙井ひとみ 副審: 国沢雄介 |
| #604 | 2017年11月5日 12:00 |                                              |                                       |                                            | 金沢市総合体育館 観客数: 730人 主審: 紙井ひとみ 副審: 国沢雄介 |

| #605 | 2017年11月5日 14:25 |                                       |                                              |                                    |                                                                |
| #605 | 2017年11月5日 14:25 | PFUブルーキャッツ （通算ポイント：4） | 2 - 3 (25-23) (20-25) (25-22) (21-25) (7-15) | 岡山シーガルズ （通算ポイント：5） | 金沢市総合体育館 観客数: 1,421人 主審: 吉岡奈々 副審: 内藤聡美 |
| #605 | 2017年11月5日 14:25 |                                       |                                              |                                    | 金沢市総合体育館 観客数: 1,421人 主審: 吉岡奈々 副審: 内藤聡美 |

| #606 | 2017年11月11日 12:00 |                                    |                               |                                              |                                                                    |
| #606 | 2017年11月11日 12:00 | 岡山シーガルズ （通算ポイント：8） | 3 - 0 (25-15) (25-19) (25-20) | KUROBEアクアフェアリーズ （通算ポイント：3） | 天草市民センター体育館 観客数: 1,192人 主審: 林淳一 副審: 松永美志 |
| #606 | 2017年11月11日 12:00 |                                    |                               |                                              | 天草市民センター体育館 観客数: 1,192人 主審: 林淳一 副審: 松永美志 |

| #607 | 2017年11月11日 14:05 |                                            |                       |                                       |                                                                      |
| #607 | 2017年11月11日 14:05 | フォレストリーヴズ熊本 （通算ポイント：0） | 0 - 3 (17-25) (22-25) | PFUブルーキャッツ （通算ポイント：7） | 天草市民センター体育館 観客数: 1,228人 主審: 外室喜英 副審: 甲斐照和 |
| #607 | 2017年11月11日 14:05 |                                            |                       |                                       | 天草市民センター体育館 観客数: 1,228人 主審: 外室喜英 副審: 甲斐照和 |

| #608 | 2017年11月12日 12:00 |                                        |                               |                                              |                                                            |
| #608 | 2017年11月12日 12:00 | PFUブルーキャッツ （通算ポイント：10） | 3 - 0 (25-18) (25-15) (25-22) | KUROBEアクアフェアリーズ （通算ポイント：3） | 菊池市総合体育館 観客数: 888人 主審: 林淳一 副審: 松永美志 |
| #608 | 2017年11月12日 12:00 |                                        |                               |                                              | 菊池市総合体育館 観客数: 888人 主審: 林淳一 副審: 松永美志 |

| #609 | 2017年11月12日 14:00 |                                            |                               |                                      |                                                                |
| #609 | 2017年11月12日 14:00 | フォレストリーヴズ熊本 （通算ポイント：0） | 0 - 3 (23-25) (12-25) (22-25) | JAぎふリオレーナ （通算ポイント：6） | 菊池市総合体育館 観客数: 1,100人 主審: 外室喜英 副審: 甲斐照和 |
| #609 | 2017年11月12日 14:00 |                                            |                               |                                      | 菊池市総合体育館 観客数: 1,100人 主審: 外室喜英 副審: 甲斐照和 |

| #610 | 2017年11月18日 13:00 |                                      |                               |                                     |                                                                |
| #610 | 2017年11月18日 13:00 | JAぎふリオレーナ （通算ポイント：6） | 0 - 3 (21-25) (23-25) (18-25) | 岡山シーガルズ （通算ポイント：11） | 安八町総合体育館 観客数: 988人 主審: 増岡三佳子 副審: 糟谷武彦 |
| #610 | 2017年11月18日 13:00 |                                      |                               |                                     | 安八町総合体育館 観客数: 988人 主審: 増岡三佳子 副審: 糟谷武彦 |

| #611 | 2017年11月18日 13:00 |                                            |                               |                                                |                                                              |
| #611 | 2017年11月18日 13:00 | 大野石油広島オイラーズ （通算ポイント：3） | 3 - 0 (25-21) (25-20) (25-18) | トヨタ自動車ヴァルキューレ （通算ポイント：0） | 田川市総合体育館 観客数: 700人 主審: 弘中秀治 副審: 秋峯育子 |
| #611 | 2017年11月18日 13:00 |                                            |                               |                                                | 田川市総合体育館 観客数: 700人 主審: 弘中秀治 副審: 秋峯育子 |

| #612 | 2017年11月18日 15:00 |                                            |                                              |                                              |                                                              |
| #612 | 2017年11月18日 15:00 | フォレストリーヴズ熊本 （通算ポイント：1） | 2 - 3 (25-22) (25-23) (18-25) (22-25) (7-15) | KUROBEアクアフェアリーズ （通算ポイント：5） | 田川市総合体育館 観客数: 930人 主審: 外室喜英 副審: 須藤義宏 |
| #612 | 2017年11月18日 15:00 |                                            |                                              |                                              | 田川市総合体育館 観客数: 930人 主審: 外室喜英 副審: 須藤義宏 |

| #613 | 2017年11月19日 13:00 |                                      |                                       |                                        |                                                                |
| #613 | 2017年11月19日 13:00 | JAぎふリオレーナ （通算ポイント：6） | 1 - 3 (22-25) (26-24) (20-25) (19-25) | PFUブルーキャッツ （通算ポイント：13） | 安八町総合体育館 観客数: 678人 主審: 増岡三佳子 副審: 糟谷武彦 |
| #613 | 2017年11月19日 13:00 |                                      |                                       |                                        | 安八町総合体育館 観客数: 678人 主審: 増岡三佳子 副審: 糟谷武彦 |

| #614 | 2017年11月19日 12:00 |                                              |                                       |                                                |                                                              |
| #614 | 2017年11月19日 12:00 | KUROBEアクアフェアリーズ （通算ポイント：8） | 3 - 1 (25-19) (25-14) (16-25) (25-21) | トヨタ自動車ヴァルキューレ （通算ポイント：0） | 田川市総合体育館 観客数: 800人 主審: 弘中秀治 副審: 秋峯育子 |
| #614 | 2017年11月19日 12:00 |                                              |                                       |                                                | 田川市総合体育館 観客数: 800人 主審: 弘中秀治 副審: 秋峯育子 |

| #615 | 2017年11月19日 14:05 |                                            |                                       |                                            |                                                                |
| #615 | 2017年11月19日 14:05 | フォレストリーヴズ熊本 （通算ポイント：4） | 3 - 1 (23-25) (25-20) (25-18) (25-19) | 大野石油広島オイラーズ （通算ポイント：3） | 田川市総合体育館 観客数: 1,000人 主審: 外室喜英 副審: 須藤義宏 |
| #615 | 2017年11月19日 14:05 |                                            |                                       |                                            | 田川市総合体育館 観客数: 1,000人 主審: 外室喜英 副審: 須藤義宏 |

| #616 | 2017年11月25日 13:00 |                                               |                               |                                      |                                                              |
| #616 | 2017年11月25日 13:00 | KUROBEアクアフェアリーズ （通算ポイント：11） | 3 - 0 (28-26) (25-19) (25-17) | JAぎふリオレーナ （通算ポイント：6） | 碧南市臨海体育館 観客数: 385人 主審: 佐伯昌昭 副審: 村河里沙 |
| #616 | 2017年11月25日 13:00 |                                               |                               |                                      | 碧南市臨海体育館 観客数: 385人 主審: 佐伯昌昭 副審: 村河里沙 |

| #617 | 2017年11月25日 15:10 |                                                |                               |                                            |                                                            |
| #617 | 2017年11月25日 15:10 | トヨタ自動車ヴァルキューレ （通算ポイント：0） | 0 - 3 (21-25) (14-25) (23-25) | フォレストリーヴズ熊本 （通算ポイント：7） | 碧南市臨海体育館 観客数: 425人 主審: 沢田元 副審: 北浦陽介 |
| #617 | 2017年11月25日 15:10 |                                                |                               |                                            | 碧南市臨海体育館 観客数: 425人 主審: 沢田元 副審: 北浦陽介 |

| #618 | 2017年11月25日 13:00 |                                     |                                       |                                            |                                                                  |
| #618 | 2017年11月25日 13:00 | 岡山シーガルズ （通算ポイント：14） | 3 - 1 (25-12) (25-21) (24-26) (25-14) | 大野石油広島オイラーズ （通算ポイント：3） | ジップアリーナ岡山 観客数: 1,250人 主審: 弘中秀治 副審: 北島一道 |
| #618 | 2017年11月25日 13:00 |                                     |                                       |                                            | ジップアリーナ岡山 観客数: 1,250人 主審: 弘中秀治 副審: 北島一道 |

| #619 | 2017年11月26日 12:00 |                                            |                                       |                                               |                                                              |
| #619 | 2017年11月26日 12:00 | フォレストリーヴズ熊本 （通算ポイント：7） | 1 - 3 (26-24) (25-27) (19-25) (18-25) | KUROBEアクアフェアリーズ （通算ポイント：14） | 碧南市臨海体育館 観客数: 480人 主審: 佐伯昌昭 副審: 村河里沙 |
| #619 | 2017年11月26日 12:00 |                                            |                                       |                                               | 碧南市臨海体育館 観客数: 480人 主審: 佐伯昌昭 副審: 村河里沙 |

| #620 | 2017年11月26日 14:30 |                                                |                                               |                                      |                                                          |
| #620 | 2017年11月26日 14:30 | トヨタ自動車ヴァルキューレ （通算ポイント：2） | 3 - 2 (25-16) (25-23) (20-25) (13-25) (15-12) | JAぎふリオレーナ （通算ポイント：7） | 碧南市臨海体育館 観客数: 655人 主審: 沢田元 副審: 首藤仁 |
| #620 | 2017年11月26日 14:30 |                                                |                                               |                                      | 碧南市臨海体育館 観客数: 655人 主審: 沢田元 副審: 首藤仁 |

| #621 | 2017年11月26日 13:00 |                                     |                               |                                        |                                                                  |
| #621 | 2017年11月26日 13:00 | 岡山シーガルズ （通算ポイント：14） | 0 - 3 (20-25) (26-28) (20-25) | PFUブルーキャッツ （通算ポイント：16） | ジップアリーナ岡山 観客数: 1,750人 主審: 弘中秀治 副審: 北島一道 |
| #621 | 2017年11月26日 13:00 |                                     |                               |                                        | ジップアリーナ岡山 観客数: 1,750人 主審: 弘中秀治 副審: 北島一道 |

この日の開催はプレミアリーグ男子大会と併催
| #622 | 2017年12月3日 16:00 |                                      |                               |                                                |                                                                |
| #622 | 2017年12月3日 16:00 | JAぎふリオレーナ （通算ポイント：7） | 1 - 3 (25-20) (20-25) (22-25) | トヨタ自動車ヴァルキューレ （通算ポイント：5） | 堺市金岡公園体育館 観客数: 540人 主審: 佐伯昌昭 副審: 山元正泰 |
| #622 | 2017年12月3日 16:00 |                                      |                               |                                                | 堺市金岡公園体育館 観客数: 540人 主審: 佐伯昌昭 副審: 山元正泰 |

| #623 | 2017年12月3日 15:55 |                                     |                                      |                                                |                                                                |
| #623 | 2017年12月3日 15:55 | 岡山シーガルズ （通算ポイント：17） | 3 - 1 (25-16) (21-25) (25-7) (25-19) | トヨタ自動車ヴァルキューレ （通算ポイント：5） | 堺市金岡公園体育館 観客数: 788人 主審: 佐伯昌昭 副審: 小出一平 |
| #623 | 2017年12月3日 15:55 |                                     |                                      |                                                | 堺市金岡公園体育館 観客数: 788人 主審: 佐伯昌昭 副審: 小出一平 |

### 2Leg
赤字はホームチーム。
| #624 | 2017年12月9日 13:00 |                                             |                               |                                      |                                                                |
| #624 | 2017年12月9日 13:00 | フォレストリーヴズ熊本 （通算ポイント：10） | 3 - 0 (25-23) (25-20) (28-26) | JAぎふリオレーナ （通算ポイント：7） | 入善町総合体育館 観客数: 810人 主審: 紙井ひとみ 副審: 波塚彰優 |
| #624 | 2017年12月9日 13:00 |                                             |                               |                                      | 入善町総合体育館 観客数: 810人 主審: 紙井ひとみ 副審: 波塚彰優 |

| #625 | 2017年12月9日 15:10 |                                               |                                              |                                                |                                                                |
| #625 | 2017年12月9日 15:10 | KUROBEアクアフェアリーズ （通算ポイント：16） | 3 - 2 (25-10) (23-25) (22-25) (25-20) (15-7) | トヨタ自動車ヴァルキューレ （通算ポイント：6） | 入善町総合体育館 観客数: 1,250人 主審: 浜野陽一 副審: 紫藤達也 |
| #625 | 2017年12月9日 15:10 |                                               |                                              |                                                | 入善町総合体育館 観客数: 1,250人 主審: 浜野陽一 副審: 紫藤達也 |

| #626 | 2017年12月9日 13:00 |                                            |                               |                                        |                                             |
| #626 | 2017年12月9日 13:00 | 大野石油広島オイラーズ （通算ポイント：3） | 0 - 3 (18-25) (21-25) (15-25) | PFUブルーキャッツ （通算ポイント：19） | 猫田記念体育館 観客数: 650人 主審: 木内誠二 |
| #626 | 2017年12月9日 13:00 |                                            |                               |                                        | 猫田記念体育館 観客数: 650人 主審: 木内誠二 |

| #627 | 2017年12月10日 12:00 |                                             |                                       |                                                |                                                                |
| #627 | 2017年12月10日 12:00 | フォレストリーヴズ熊本 （通算ポイント：10） | 1 - 3 (17-25) (21-25) (25-23) (21-25) | トヨタ自動車ヴァルキューレ （通算ポイント：9） | 入善町総合体育館 観客数: 820人 主審: 紙井ひとみ 副審: 波塚彰優 |
| #627 | 2017年12月10日 12:00 |                                             |                                       |                                                | 入善町総合体育館 観客数: 820人 主審: 紙井ひとみ 副審: 波塚彰優 |

| #628 | 2017年12月10日 14:30 |                                               |                                               |                                      |                                                                |
| #628 | 2017年12月10日 14:30 | KUROBEアクアフェアリーズ （通算ポイント：18） | 3 - 2 (27-25) (17-25) (25-15) (15-25) (15-10) | JAぎふリオレーナ （通算ポイント：8） | 入善町総合体育館 観客数: 1,270人 主審: 浜野陽一 副審: 紫藤達也 |
| #628 | 2017年12月10日 14:30 |                                               |                                               |                                      | 入善町総合体育館 観客数: 1,270人 主審: 浜野陽一 副審: 紫藤達也 |

| #629 | 2017年12月10日 12:00 |                                            |                               |                                     |                                                              |
| #629 | 2017年12月10日 12:00 | 大野石油広島オイラーズ （通算ポイント：3） | 0 - 3 (10-25) (21-25) (13-25) | 岡山シーガルズ （通算ポイント：20） | 猫田記念体育館 観客数: 1,020人 主審: 木内誠二 副審: 前川清隆 |
| #629 | 2017年12月10日 12:00 |                                            |                               |                                     | 猫田記念体育館 観客数: 1,020人 主審: 木内誠二 副審: 前川清隆 |

| #630 | 2018年1月13日 13:00 |                                        |                                       |                                      |                                                              |
| #630 | 2018年1月13日 13:00 | PFUブルーキャッツ （通算ポイント：22） | 3 - 1 (25-13) (25-19) (23-25) (25-18) | JAぎふリオレーナ （通算ポイント：8） | 小松総合体育館 観客数: 434人 主審: 有乗正志 副審: 紙井ひとみ |
| #630 | 2018年1月13日 13:00 |                                        |                                       |                                      | 小松総合体育館 観客数: 434人 主審: 有乗正志 副審: 紙井ひとみ |

| #631 | 2018年1月13日 15:00 |                                             |                                               |                                            |                                                                  |
| #631 | 2018年1月13日 15:00 | フォレストリーヴズ熊本 （通算ポイント：11） | 2 - 3 (25-22) (19-25) (25-27) (25-10) (12-15) | 大野石油広島オイラーズ （通算ポイント：5） | ジップアリーナ岡山 観客数: 1,200人 主審: 佐伯昌昭 副審: 北島一道 |
| #631 | 2018年1月13日 15:00 |                                             |                                               |                                            | ジップアリーナ岡山 観客数: 1,200人 主審: 佐伯昌昭 副審: 北島一道 |

| #632 | 2018年1月13日 13:00 |                                     |                               |                                                |                                                                |
| #632 | 2018年1月13日 13:00 | 岡山シーガルズ （通算ポイント：23） | 3 - 0 (25-15) (25-16) (25-14) | トヨタ自動車ヴァルキューレ （通算ポイント：9） | ジップアリーナ岡山 観客数: 1,650人 主審: 本間明 副審: 織本昌朗 |
| #632 | 2018年1月13日 13:00 |                                     |                               |                                                | ジップアリーナ岡山 観客数: 1,650人 主審: 本間明 副審: 織本昌朗 |

| #633 | 2018年1月14日 13:00 |                                        |                                       |                                               |                                                            |
| #633 | 2018年1月14日 13:00 | PFUブルーキャッツ （通算ポイント：25） | 3 - 1 (25-21) (21-25) (25-19) (25-21) | KUROBEアクアフェアリーズ （通算ポイント：18） | 小松総合体育館 観客数: 732人 主審: 有乗正志 副審: 松谷俊宏 |
| #633 | 2018年1月14日 13:00 |                                        |                                       |                                               | 小松総合体育館 観客数: 732人 主審: 有乗正志 副審: 松谷俊宏 |

| #634 | 2018年1月14日 15:15 |                                            |                               |                                                 |                                                                |
| #634 | 2018年1月14日 15:15 | 大野石油広島オイラーズ （通算ポイント：5） | 0 - 3 (20-25) (16-25) (20-25) | トヨタ自動車ヴァルキューレ （通算ポイント：12） | ジップアリーナ岡山 観客数: 960人 主審: 佐伯昌昭 副審: 北島一道 |
| #634 | 2018年1月14日 15:15 |                                            |                               |                                                 | ジップアリーナ岡山 観客数: 960人 主審: 佐伯昌昭 副審: 北島一道 |

| #635 | 2018年1月14日 13:05 |                                     |                               |                                             |                                                                |
| #635 | 2018年1月14日 13:05 | 岡山シーガルズ （通算ポイント：26） | 3 - 0 (25-20) (25-18) (25-22) | フォレストリーヴズ熊本 （通算ポイント：11） | ジップアリーナ岡山 観客数: 1,630人 主審: 本間明 副審: 山本浩之 |
| #635 | 2018年1月14日 13:05 |                                     |                               |                                             | ジップアリーナ岡山 観客数: 1,630人 主審: 本間明 副審: 山本浩之 |

| #636 | 2018年1月27日 11:05 |                                     |                               |                                      |                                                          |
| #636 | 2018年1月27日 11:05 | 岡山シーガルズ （通算ポイント：29） | 3 - 0 (25-15) (26-24) (25-16) | JAぎふリオレーナ （通算ポイント：8） | 猫田記念体育館 観客数: 960人 主審: 本間明 副審: 奥宮大吾 |
| #636 | 2018年1月27日 11:05 |                                     |                               |                                      | 猫田記念体育館 観客数: 960人 主審: 本間明 副審: 奥宮大吾 |

| #637 | 2018年1月27日 13:00 |                                        |                               |                                                 |                                                              |
| #637 | 2018年1月27日 13:00 | PFUブルーキャッツ （通算ポイント：28） | 3 - 0 (25-12) (25-21) (25-13) | トヨタ自動車ヴァルキューレ （通算ポイント：12） | 猫田記念体育館 観客数: 1,010人 主審: 赤松佑亮 副審: 前川清隆 |
| #637 | 2018年1月27日 13:00 |                                        |                               |                                                 | 猫田記念体育館 観客数: 1,010人 主審: 赤松佑亮 副審: 前川清隆 |

| #638 | 2018年1月27日 15:00 |                                            |                               |                                               |                                                            |
| #638 | 2018年1月27日 15:00 | 大野石油広島オイラーズ （通算ポイント：5） | 0 - 3 (17-25) (19-25) (14-25) | KUROBEアクアフェアリーズ （通算ポイント：21） | 猫田記念体育館 観客数: 1,120人 主審: 沢田元 副審: 近藤宏顕 |
| #638 | 2018年1月27日 15:00 |                                            |                               |                                               | 猫田記念体育館 観客数: 1,120人 主審: 沢田元 副審: 近藤宏顕 |

| #639 | 2018年1月28日 11:00 |                                     |                                       |                                               |                                                        |
| #639 | 2018年1月28日 11:00 | 岡山シーガルズ （通算ポイント：32） | 3 - 1 (25-16) (25-22) (21-25) (25-17) | KUROBEアクアフェアリーズ （通算ポイント：21） | 猫田記念体育館 観客数: 810人 主審: 沢田元 副審: 熊本結 |
| #639 | 2018年1月28日 11:00 |                                     |                                       |                                               | 猫田記念体育館 観客数: 810人 主審: 沢田元 副審: 熊本結 |

| #640 | 2018年1月28日 13:20 |                                      |                                       |                                                 |                                                          |
| #640 | 2018年1月28日 13:20 | JAぎふリオレーナ （通算ポイント：8） | 1 - 3 (18-25) (25-14) (24-26) (18-25) | トヨタ自動車ヴァルキューレ （通算ポイント：15） | 猫田記念体育館 観客数: 760人 主審: 本間明 副審: 谷川哲也 |
| #640 | 2018年1月28日 13:20 |                                      |                                       |                                                 | 猫田記念体育館 観客数: 760人 主審: 本間明 副審: 谷川哲也 |

| #641 | 2018年1月28日 15:30 |                                            |                                       |                                        |                                                            |
| #641 | 2018年1月28日 15:30 | 大野石油広島オイラーズ （通算ポイント：5） | 1 - 3 (20-25) (16-25) (25-23) (10-25) | PFUブルーキャッツ （通算ポイント：31） | 猫田記念体育館 観客数: 960人 主審: 赤松佑亮 副審: 横山寿一 |
| #641 | 2018年1月28日 15:30 |                                            |                                       |                                        | 猫田記念体育館 観客数: 960人 主審: 赤松佑亮 副審: 横山寿一 |

### 3Leg
赤字はホームチーム。
この日の試合はセントラル形式で行われた。
| #642 | 2018年2月3日 11:00 |                                        |                                       |                                               |                                                            |
| #642 | 2018年2月3日 11:00 | PFUブルーキャッツ （通算ポイント：34） | 3 - 1 (25-22) (31-33) (25-21) (25-23) | KUROBEアクアフェアリーズ （通算ポイント：21） | 唐津市文化体育館 観客数: 556人 主審: 林淳一 副審: 米倉維恩 |
| #642 | 2018年2月3日 11:00 |                                        |                                       |                                               | 唐津市文化体育館 観客数: 556人 主審: 林淳一 副審: 米倉維恩 |

| #643 | 2018年2月3日 13:30 |                                             |                                        |                                                 |                                                                |
| #643 | 2018年2月3日 13:30 | フォレストリーヴズ熊本 （通算ポイント：14） | 3 - 1 (25-18) (24-26) (25-215) (25-19) | トヨタ自動車ヴァルキューレ （通算ポイント：15） | 唐津市文化体育館 観客数: 797人 主審: 平田敬基 副審: 江口祐一郎 |
| #643 | 2018年2月3日 13:30 |                                             |                                        |                                                 | 唐津市文化体育館 観客数: 797人 主審: 平田敬基 副審: 江口祐一郎 |

| #644 | 2018年2月3日 15:55 |                                            |                               |                                       |                                                              |
| #644 | 2018年2月3日 15:55 | 大野石油広島オイラーズ （通算ポイント：5） | 0 - 3 (23-25) (14-25) (26-28) | JAぎふリオレーナ （通算ポイント：11） | 唐津市文化体育館 観客数: 560人 主審: 宮原里美 副審: 山田裕貴 |
| #644 | 2018年2月3日 15:55 |                                            |                               |                                       | 唐津市文化体育館 観客数: 560人 主審: 宮原里美 副審: 山田裕貴 |

この日の試合はセントラル形式で行われた。
| #645 | 2018年2月4日 11:00 |                                     |                               |                                            |                                                              |
| #645 | 2018年2月4日 11:00 | 岡山シーガルズ （通算ポイント：35） | 3 - 0 (25-11) (25-19) (25-21) | 大野石油広島オイラーズ （通算ポイント：5） | 唐津市文化体育館 観客数: 815人 主審: 平田敬基 副審: 宮原里実 |
| #645 | 2018年2月4日 11:00 |                                     |                               |                                            | 唐津市文化体育館 観客数: 815人 主審: 平田敬基 副審: 宮原里実 |

| #646 | 2018年2月4日 13:00 |                                        |                                       |                                             |                                                              |
| #646 | 2018年2月4日 13:00 | PFUブルーキャッツ （通算ポイント：37） | 3 - 1 (25-21) (17-25) (25-18) (25-22) | フォレストリーヴズ熊本 （通算ポイント：14） | 唐津市文化体育館 観客数: 1,061人 主審: 林淳一 副審: 米倉維恩 |
| #646 | 2018年2月4日 13:00 |                                        |                                       |                                             | 唐津市文化体育館 観客数: 1,061人 主審: 林淳一 副審: 米倉維恩 |

| #647 | 2018年2月10日 13:00 |                                               |                               |                                            |                                                                    |
| #647 | 2018年2月10日 13:00 | KUROBEアクアフェアリーズ （通算ポイント：24） | 3 - 0 (25-16) (25-14) (25-12) | 大野石油広島オイラーズ （通算ポイント：5） | 東美濃ふれあいセンター 観客数: 800人 主審: 内藤聡美 副審: 新海正和 |
| #647 | 2018年2月10日 13:00 |                                               |                               |                                            | 東美濃ふれあいセンター 観客数: 800人 主審: 内藤聡美 副審: 新海正和 |

| #648 | 2018年2月10日 15:00 |                                       |                                       |                                             |                                                                        |
| #648 | 2018年2月10日 15:00 | JAぎふリオレーナ （通算ポイント：14） | 3 - 1 (21-25) (25-17) (25-22) (25-15) | フォレストリーヴズ熊本 （通算ポイント：14） | 東美濃ふれあいセンター 観客数: 1,140人 主審: 増岡三佳子 副審: 糟谷武彦 |
| #648 | 2018年2月10日 15:00 |                                       |                                       |                                             | 東美濃ふれあいセンター 観客数: 1,140人 主審: 増岡三佳子 副審: 糟谷武彦 |

| #649 | 2018年2月10日 13:00 |                                                 |                               |                                        |                                                                  |
| #649 | 2018年2月10日 13:00 | トヨタ自動車ヴァルキューレ （通算ポイント：15） | 0 - 3 (15-25) (13-25) (22-25) | PFUブルーキャッツ （通算ポイント：40） | 西尾市総合体育館 観客数: 670人 主審: 上土谷政高 副審: 琴岡留美子 |
| #649 | 2018年2月10日 13:00 |                                                 |                               |                                        | 西尾市総合体育館 観客数: 670人 主審: 上土谷政高 副審: 琴岡留美子 |

| #650 | 2018年2月11日 12:00 |                                             |                                       |                                               |                                                                      |
| #650 | 2018年2月11日 12:00 | フォレストリーヴズ熊本 （通算ポイント：14） | 1 - 3 (19-25) (14-25) (25-22) (20-25) | KUROBEアクアフェアリーズ （通算ポイント：27） | 東美濃ふれあいセンター 観客数: 708人 主審: 増岡三佳子 副審: 新海正和 |
| #650 | 2018年2月11日 12:00 |                                             |                                       |                                               | 東美濃ふれあいセンター 観客数: 708人 主審: 増岡三佳子 副審: 新海正和 |

| #651 | 2018年2月11日 14:30 |                                       |                                       |                                            |                                                                      |
| #651 | 2018年2月11日 14:30 | JAぎふリオレーナ （通算ポイント：16） | 3 - 2 (25-17) (25-19) (22-25) (10-15) | 大野石油広島オイラーズ （通算ポイント：6） | 東美濃ふれあいセンター 観客数: 1,075人 主審: 内藤聡美 副審: 糟谷武彦 |
| #651 | 2018年2月11日 14:30 |                                       |                                       |                                            | 東美濃ふれあいセンター 観客数: 1,075人 主審: 内藤聡美 副審: 糟谷武彦 |

| #652 | 2018年2月11日 12:00 |                                                 |                       |                                     |                                                                  |
| #652 | 2018年2月11日 12:00 | トヨタ自動車ヴァルキューレ （通算ポイント：15） | 0 - 3 (14-25) (25-27) | 岡山シーガルズ （通算ポイント：38） | 西尾市総合体育館 観客数: 790人 主審: 上土谷政高 副審: 琴岡留美子 |
| #652 | 2018年2月11日 12:00 |                                                 |                       |                                     | 西尾市総合体育館 観客数: 790人 主審: 上土谷政高 副審: 琴岡留美子 |

この日の試合はセントラル形式で行われた。
| #653 | 2018年2月17日 11:00 |                                        |                               |                                       |                                                                      |
| #653 | 2018年2月17日 11:00 | PFUブルーキャッツ （通算ポイント：43） | 3 - 0 (25-21) (25-15) (25-21) | JAぎふリオレーナ （通算ポイント：16） | 山陽ふれあい公園総合体育館 観客数: 700人 主審: 本間明 副審: 木地広樹 |
| #653 | 2018年2月17日 11:00 |                                        |                               |                                       | 山陽ふれあい公園総合体育館 観客数: 700人 主審: 本間明 副審: 木地広樹 |

| #654 | 2018年2月17日 13:00 |                                            |                                              |                                                 |                                                                        |
| #654 | 2018年2月17日 13:00 | 大野石油広島オイラーズ （通算ポイント：8） | 3 - 2 (25-23) (18-25) (23-25) (25-23) (15-5) | トヨタ自動車ヴァルキューレ （通算ポイント：16） | 山陽ふれあい公園総合体育館 観客数: 1,010人 主審: 沢田元 副審: 岡部達昌 |
| #654 | 2018年2月17日 13:00 |                                            |                                              |                                                 | 山陽ふれあい公園総合体育館 観客数: 1,010人 主審: 沢田元 副審: 岡部達昌 |

| #655 | 2018年2月17日 15:50 |                                     |                                       |                                               |                                                                          |
| #655 | 2018年2月17日 15:50 | 岡山シーガルズ （通算ポイント：41） | 3 - 1 (25-15) (20-25) (25-14) (25-18) | KUROBEアクアフェアリーズ （通算ポイント：27） | 山陽ふれあい公園総合体育館 観客数: 1,400人 主審: 木内誠二 副審: 織本昌朗 |
| #655 | 2018年2月17日 15:50 |                                     |                                       |                                               | 山陽ふれあい公園総合体育館 観客数: 1,400人 主審: 木内誠二 副審: 織本昌朗 |

この日の試合はセントラル形式で行われた。
| #656 | 2018年2月18日 15:10 |                                        |                               |                                             |                                                                    |
| #656 | 2018年2月18日 15:10 | PFUブルーキャッツ （通算ポイント：46） | 3 - 0 (25-17) (25-16) (25-21) | フォレストリーヴズ熊本 （通算ポイント：14） | 山陽ふれあい公園総合体育館 観客数: 850人 主審: 本間明 副審: 沢田元 |
| #656 | 2018年2月18日 15:10 |                                        |                               |                                             | 山陽ふれあい公園総合体育館 観客数: 850人 主審: 本間明 副審: 沢田元 |

| #657 | 2018年2月18日 13:05 |                                     |                               |                                       |                                                                          |
| #657 | 2018年2月18日 13:05 | 岡山シーガルズ （通算ポイント：44） | 3 - 0 (25-21) (25-14) (25-20) | JAぎふリオレーナ （通算ポイント：16） | 山陽ふれあい公園総合体育館 観客数: 1,364人 主審: 木内誠二 副審: 織本昌朗 |
| #657 | 2018年2月18日 13:05 |                                     |                               |                                       | 山陽ふれあい公園総合体育館 観客数: 1,364人 主審: 木内誠二 副審: 織本昌朗 |

| #658 | 2018年2月24日 13:00 |                                               |                       |                                                 |                                                                      |
| #658 | 2018年2月24日 13:00 | KUROBEアクアフェアリーズ （通算ポイント：30） | 3 - 0 (25-17) (25-20) | トヨタ自動車ヴァルキューレ （通算ポイント：16） | 黒部市総合体育センター 観客数: 2,050人 主審: 渡邉一史 副審: 波塚彰優 |
| #658 | 2018年2月24日 13:00 |                                               |                       |                                                 | 黒部市総合体育センター 観客数: 2,050人 主審: 渡邉一史 副審: 波塚彰優 |

| #659 | 2018年2月24日 13:00 |                                     |                               |                                             |                                                                                            |
| #659 | 2018年2月24日 13:00 | 岡山シーガルズ （通算ポイント：47） | 3 - 0 (25-15) (25-20) (25-17) | フォレストリーヴズ熊本 （通算ポイント：14） | コカ・コーラウエストスポーツパーク県民体育館 観客数: 1,142人 主審: 国頭亮太 副審: 鷲見晃弘 |
| #659 | 2018年2月24日 13:00 |                                     |                               |                                             | コカ・コーラウエストスポーツパーク県民体育館 観客数: 1,142人 主審: 国頭亮太 副審: 鷲見晃弘 |

| #660 | 2018年2月24日 15:00 |                                        |                                       |                                            |                                                                                            |
| #660 | 2018年2月24日 15:00 | PFUブルーキャッツ （通算ポイント：49） | 3 - 1 (26-24) (24-26) (25-15) (25-17) | 大野石油広島オイラーズ （通算ポイント：8） | コカ・コーラウエストスポーツパーク県民体育館 観客数: 1,060人 主審: 弘中秀治 副審: 佐藤義之 |
| #660 | 2018年2月24日 15:00 |                                        |                                       |                                            | コカ・コーラウエストスポーツパーク県民体育館 観客数: 1,060人 主審: 弘中秀治 副審: 佐藤義之 |

| #661 | 2018年2月25日 13:00 |                                               |                               |                                       |                                                                      |
| #661 | 2018年2月25日 13:00 | KUROBEアクアフェアリーズ （通算ポイント：33） | 3 - 0 (25-22) (31-29) (25-21) | JAぎふリオレーナ （通算ポイント：16） | 黒部市総合体育センター 観客数: 2,100人 主審: 渡邉一史 副審: 波塚彰優 |
| #661 | 2018年2月25日 13:00 |                                               |                               |                                       | 黒部市総合体育センター 観客数: 2,100人 主審: 渡邉一史 副審: 波塚彰優 |

| #662 | 2018年2月25日 12:00 |                                     |                               |                                        |                                                                                            |
| #662 | 2018年2月25日 12:00 | 岡山シーガルズ （通算ポイント：50） | 3 - 0 (25-22) (25-15) (27-25) | PFUブルーキャッツ （通算ポイント：49） | コカ・コーラウエストスポーツパーク県民体育館 観客数: 1,457人 主審: 国頭亮太 副審: 鷲見晃弘 |
| #662 | 2018年2月25日 12:00 |                                     |                               |                                        | コカ・コーラウエストスポーツパーク県民体育館 観客数: 1,457人 主審: 国頭亮太 副審: 鷲見晃弘 |

| #663 | 2018年2月25日 14:10 |                                             |                               |                                            |                                                                                          |
| #663 | 2018年2月25日 14:10 | フォレストリーヴズ熊本 （通算ポイント：17） | 3 - 0 (25-20) (25-12) (25-23) | 大野石油広島オイラーズ （通算ポイント：8） | コカ・コーラウエストスポーツパーク県民体育館 観客数: 860人 主審: 弘中秀治 副審: 佐藤義之 |
| #663 | 2018年2月25日 14:10 |                                             |                               |                                            | コカ・コーラウエストスポーツパーク県民体育館 観客数: 860人 主審: 弘中秀治 副審: 佐藤義之 |

### 最終順位
| 順位   | チーム名                   | 試合数 | 勝点 | 勝数 | 敗数 | 勝率  | 得セット | 失セット | セット率 | 備考 |
| ------ | -------------------------- | ------ | ---- | ---- | ---- | ----- | -------- | -------- | -------- | ---- |
| 優勝   | 岡山シーガルズ             | 18     | 50   | 17   | 1    | 0.944 | 51       | 9        | 5.667    |      |
| 準優勝 | PFUブルーキャッツ          | 18     | 49   | 16   | 2    | 0.889 | 50       | 13       | 3.846    |      |
| 3      | KUROBEアクアフェアリーズ   | 18     | 33   | 12   | 6    | 0.667 | 40       | 28       | 1.429    |      |
| 4      | フォレストリーヴズ熊本     | 18     | 17   | 5    | 13   | 0.278 | 24       | 41       | 0.585    |      |
| 5      | JAぎふリオレーナ           | 18     | 16   | 5    | 13   | 0.278 | 23       | 43       | 0.535    |      |
| 6      | トヨタ自動車ヴァルキューレ | 18     | 16   | 5    | 13   | 0.278 | 22       | 44       | 0.500    |      |
| 7      | 大野石油広島オイラーズ     | 18     | 8    | 3    | 15   | 0.167 | 17       | 49       | 0.347    |      |

### 個人賞
| No. | 賞名             | 受賞者               | 所属チーム   | 備考                |
| --- | ---------------- | -------------------- | ------------ | ------------------- |
| 1   | 優勝監督賞       | 河本昭義             | 岡山         |                     |
| 2   | 最高殊勲選手賞   | 大楠鼓雪             | 岡山         |                     |
| 3   | 敢闘賞           | ジェニファー・ドリス | PFU          |                     |
| 4   | 最優秀新人賞     | 渡邊真恵             | 岡山         |                     |
| 5   | 得点王           | 佐藤優花             | トヨタ自動車 | 総得点=426点        |
| 6   | スパイク賞       | ジェニファー・ドリス | PFU          | 決定率=58.6%        |
| 7   | ブロック賞       | ジェニファー・ドリス | PFU          | 決定本数=1.10本/set |
| 8   | サーブ賞         | 大楠鼓雪             | 岡山         | 効果率=16.8%        |
| 9   | サーブレシーブ賞 | 馬場ゆりか           | KUROBE       | 成功率=70.3%        |

## 参考サイト
- 【男子】　2017/18 V･チャレンジリーグⅠスケジュール（2017.9.6 現在）
- 【女子】　2017/18 V･チャレンジリーグⅠスケジュール（2017.9.6 現在）
- 2017/18Ｖ・チャレンジリーグⅠ男子大会 最終結果・個人賞受賞選手決定のお知らせ
- 2017/18Ｖ・チャレンジリーグⅠ女子大会 最終結果・個人賞受賞選手決定のお知らせ